# Max von Schlebrügge

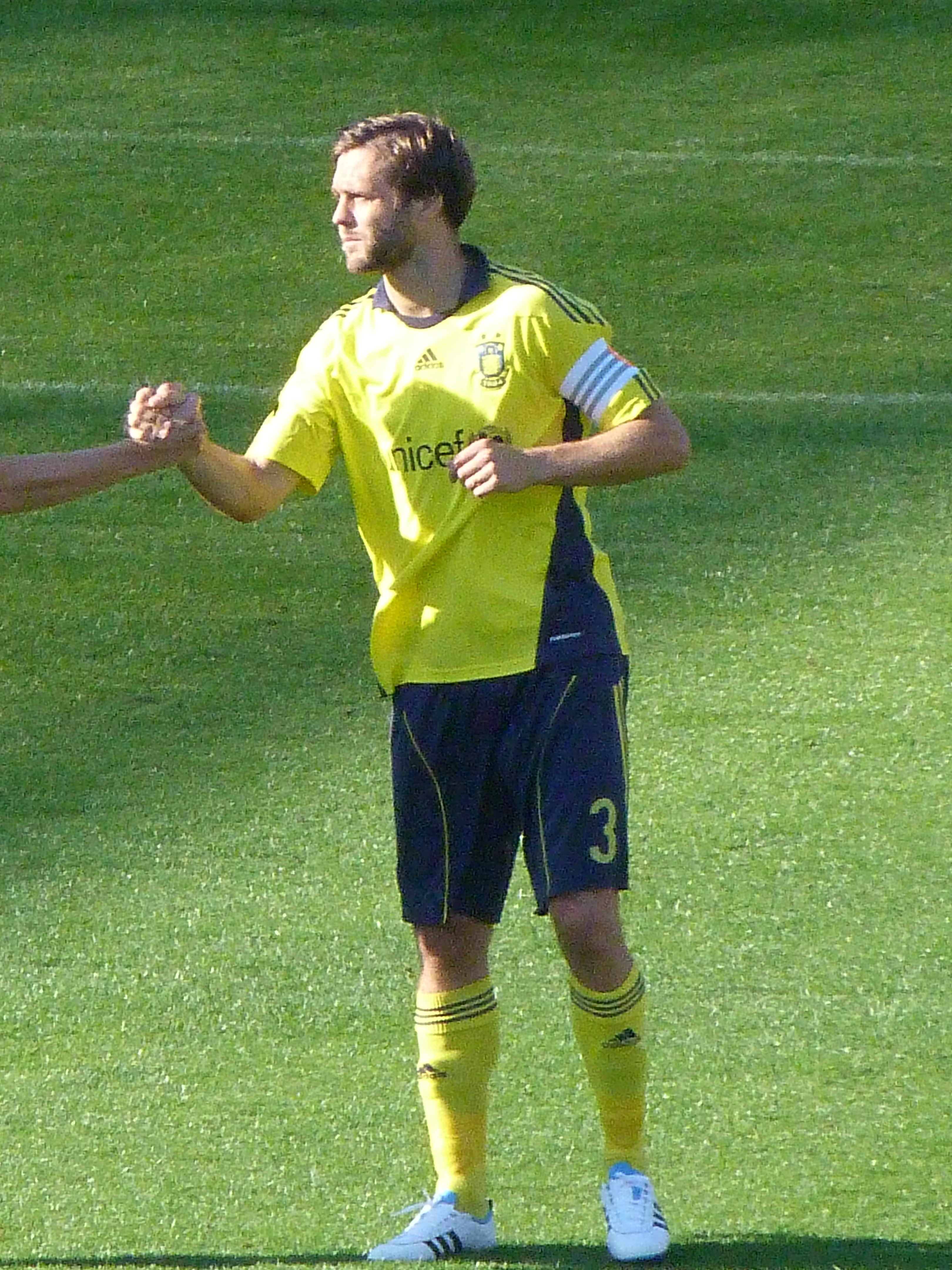
Max von Schlebrügge 2011

Max von Schlebrügge (* 1. Februar 1977 in Solna) ist ein schwedischer ehemaliger Fußballspieler.
Von Schlebrügge spielte schon als Kind bei AIK Solna. Damals hieß er noch Max Holmström. Im März 2000 nahm er den Nachnamen seiner Großmutter, einer Tochter von Friedrich Karl Johannes von Schlebrügge, an. Sie trug als letzte in Schweden den Namen des deutschen Adelsgeschlechts. Er ist der Neffe 2. Grades der mütterlicherseits aus der gleichen Familie stammenden US-amerikanischen Schauspielerin Uma Thurman.
Sein erstes Pflichtspiel für die A-Mannschaft vom AIK absolvierte von Schlebrügge am 21. Januar 1996 gegen Alvsjö. Im selben Jahr verließ er seine Heimat, um bis 1998 für die Fußballmannschaft der Florida Atlantic University aufzulaufen. Im Alter von 21 Jahren unterschrieb er 1998 einen Vertrag beim Drittligisten IF Brommapojkarna.
2001 holte ihn dann der Stockholmer Traditionsklub Hammarby IF in seine Reihen. Dort spielt er seitdem abwechselnd in der Innenverteidigung oder als linker Verteidiger. Sein größter Erfolg im Verein wurde die Teilnahme an der Qualifikationsrunde zur Champions League 2002. Wegen seiner Leistungen wurde er im November 2003 erstmals bei einem Länderspiel des schwedischen Fußballnationalmannschaft eingesetzt. Insgesamt bestritt er zehn Länderspiele (ohne Torerfolg).
Im Januar 2007 unterzeichnete von Schlebrügge bei RSC Anderlecht einen Vertrag bis Sommer 2010. 2007 wurde er mit dem Verein belgischer Fußballmeister. Von 2008 bis 2012 spielte er bei Brøndby IF und ab 2012 wieder bei Hammarby IF.
Im Februar 2012 gab Hammarby IF bekannt, dass Max von Schlebrügge zum Verein zurückkehren werde. Er wurde teilweise durch Geld finanziert, das durch die Unterstützerinitiative Bajen Aid gesammelt wurde. Nur eine Woche vor der Serienpremiere verletzte sich Max von Schlebrügge bei einer Trainingseinheit. Nach vier Monaten Pause wegen der Gehirnerschütterung konnte von Schlebrügge Ende Juli 2012 wieder für Hammarby spielen. Im Herbst 2015 feierte Max von Schlebrügge ein Comeback auf dem Fußballplatz beim IFK Österker, um das Team in der Division 3 zu retten, wo er Ende 2021 seine Karriere beendete.

## Spielstil
Max von Schlebrügge bevorzugte ein rasches Spiel. Der Linksfuß mischte sich auffällig oft in das Angriffsspiel seiner Mannschaft ein und er war ein versierter Kopfballspieler.

## Weblink
- Max von Schlebrügge in der Datenbank von weltfussball.de

| Personendaten    | Personendaten               |
| ---------------- | --------------------------- |
| NAME             | Schlebrügge, Max von        |
| KURZBESCHREIBUNG | schwedischer Fußballspieler |
| GEBURTSDATUM     | 1. Februar 1977             |
| GEBURTSORT       | Solna                       |